# Alcmaria
L'Alcmaria è una varietà di patata olandese, utilizzata principalmente nella coltura della patata primaticcia.
È utilizzata in incrocio con la patata Primura per dare origine alla varierà Adora.

Il tubero ha una polpa di colore giallo o giallo chiaro ed una forma ovale od ovale-allungata, con un sapore molto marcato.

## Utilizzi
Come tutte le patate novelle, è ricca di amido e quindi indicata nella preparazione degli gnocchi e del purè.